# 谭美云
谭美云（1978年2月11日—），广东韶关人，中国女子赛艇运动员。她曾代表中国参加世界赛艇锦标赛，获得二枚金牌和一枚铜牌，均来自女子轻量级四人双桨项目。